# Anastazja Kuś
Anastazja Kuś (Olsztyn, 11 maggio 2007) è una velocista polacca.

## Biografia
Nata a Olsztyn in Polonia, figlia di Marcin Kuś (calciatore della nazionale polacca), ha iniziato a fare sport praticando il tennis, quindi la ginnastica artistica e la ginnastica ritmica prima di iniziare a praticare l'atletica leggera.

## Record nazionali
Allievi (under 18)
- 400 metri piani: 1'29"52 ( Banská Bystrica, 20 luglio 2024)
- Staffetta svedese : 2'05"54 ( Banská Bystrica, 21 luglio 2024) (Oliwia Kasprzak, Aleksandra Jeż, Zofia Tomczyk, Anastazja Kuś)

## Progressione

### 400 metri piani
| Stagione | Misura | Luogo           | Data      | Rank. Mond. |
| -------- | ------ | --------------- | --------- | ----------- |
| 2025     | 52"01  | Wloclawek       | 26-7-2025 |             |
| 2024     | 51"89  | Banská Bystrica | 20-7-2024 |             |
| 2023     | 53"18  | Lublino         | 28-5-2023 |             |

## Palmarès
| Anno | Manifestazione  | Sede            | Evento            | Risultato | Prestazione | Note                                                           |
| ---- | --------------- | --------------- | ----------------- | --------- | ----------- | -------------------------------------------------------------- |
| 2022 | EYOF            | Banská Bystrica | Staffetta svedese | Argento   | 2'11"30     | [ 2 ]                                                          |
| 2023 | EYOF            | Maribor         | 400 m piani       | Oro       | 53"21       |                                                                |
| 2023 | EYOF            | Maribor         | Steffetta svedese | Batteria  | dq          |                                                                |
| 2023 | Europei U20     | Gerusalemme     | 4x400 m           | 5ª        | 3'38"17     |                                                                |
| 2024 | Europei U18     | Banská Bystrica | 400 m piani       | Oro       | 51"89       | Miglior prestazione nazionale under 18 · Record dei campionati |
| 2024 | Europei U18     | Banská Bystrica | Staffetta svedese | Argento   | 2'05"54     | Miglior prestazione nazionale under 18                         |
| 2024 | Olimpiade       | Parigi          | 4x400 m           | Batteria  | 3'26”69     | [ 3 ]                                                          |
| 2025 | Europei indoor  | Apeldoorn       | 400 m piani       | Batteria  | 53"45       | [ 4 ]                                                          |
| 2025 | Mondiali indoor | Nanchino        | 4x400 m           | Argento   | 3'32"05     | [ 5 ]                                                          |
| 2025 | Europei U20     | Tampere         | 400 m piani       | Bronzo    | 52"23       |                                                                |

## Campionati nazionali
- 1 volta campionessa polacca indoor della staffetta 4xx400 mista indoor (2024)

2024
- Oro ai campionati polacchi indoor (Toruń), staffetta 4x400 mista - 3'27"30
- 6ª ai campionati polacchi (Bydgoszcz), 400 metri piani - 52"90

2025
- Argento ai campionati polacchi indoor (Toruń), 400 metri piani - 53"20